# Psychogeriatria
Psychogeriatria (psychiatria wieku podeszłego) – dziedzina psychiatrii zajmująca się leczeniem zaburzeń psychicznych występujących w wieku podeszłym, tj. po 65. roku życia. W polskim systemie kształcenie lekarzy psychogeriatria nie została wyodrębniona jako osobna dziedzina specjalizacyjna.

## Rozpowszechnienie zaburzeń w wieku podeszłym
Występowanie zaburzeń psychicznych wzrasta wraz z wiekiem. Od 25 do 30% ludzi po 65. roku życia cierpi z powodu co najmniej jednego z zaburzeń psychicznych.
Rozpowszechnienie zaburzeń po 65. roku życia rozkłada się następująco: depresja oraz zaburzenia lękowe dotykają od 10 do 15% osób, u 5% pacjentów występuje otępienie (liczba ta wzrasta do 20% po 80. roku życia) a 1% to osoby cierpiące na schizofrenie oraz zaburzenie afektywne dwubiegunowe.